# Pão de forma
Pão de forma fatiado.
Pão de forma é um produto obtido a partir da massa, doce ou salgada, da farinha de trigo,  assada. A massa é moldada em uma forma ou molde (geralmente com aspecto de paralelepípedo reto) antes de ser levada ao forno. Há o tipo de pão de forma integral, tem este nome porque é feito com  farinha de trigo integral. Também é ideal para fazer misto-quente, que é um lanche muito popular no Brasil.